# Хаптера
Хаптере се јављају код раставића. Ове биљке пролазе кроз смену генерација- полне и бесполне. Бесполна генерација ствара спороносни клас који ствара споре које су међусобно исте, па се називају изоспоре. Те споре су зелене и лоптасте. Око њих се налазе траке, односно хаптере које су хигроскопне и улога им је да омогућавају разношење спора. Оне обезбеђују и груписање спора, па ће женски и мушки проталијуми расти близу једни другима. Тиме ће и полно размножавање (оплођење) бити извесније.